# Українці в Австрії

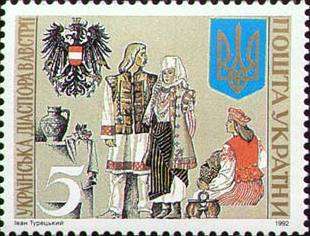
Поштова марка України, 1993

Українська діаспора Австрії — українська національна спільнота, яка постійно проживає на території Австрії.

## Історія
Історія українсько-австрійських взаємин налічує понад тисячу років. Торговельні зв'язки Київської держави з містами середнього Дунаю відомі з 10-го століття. У літописах згадуються зв'язки між галицьким князем Ярославом Осмомислом і австрійським правителем Гайнріхом ІІ Язомірґоттом.
Коли рід Бабенберґів припинив своє існування, австрійське князівство запросило на свій престол князя Романа, сина Короля Данила, що одружився 1252 р зі спадкоємницею престолу Ґертрудою.
Австрійські цісарі прагнули залучити на свій бік українських козаків у боротьбі з турками у Тридцятилітній війні. Чимало козаків служило тоді як наймані відділи в цісарському війську. Дипломатичні зв'язки з Австрією мали також гетьмани Богдан Хмельницький та Пилип Орлик. В 1683 р козаки брали участь в обороні Відня перед турками, воюючи у складі полку Семена Палія. Легендарною для віденців стала постать козака-розвідника Юрія Кульчицького, що двічі таємно пройшов кільце облоги Відня, щоб пронести стратегічно важливу інформацію. Ще більшу популярність здобув Юрій Кульчицький завдяки тому, що використав чималі запаси кави, вручені йому як нагороду за подвиг, і організував у Відні одну з перших кав'ярень, спопуляризувавши таким чином цей, до того часу невідомий напій не лише у Відні, але й в усій Європі.
В університетах Австрії, починаючи з 16-го століття, навчалися українські студенти. Їх потік значно зріс з 1772 р., коли західноукраїнські землі (Галичина й Буковина) увійшли у склад Габсбурзької монархії. Це в великій мірі позитивно вплинуло на політичне й культурне піднесення цих земель, зумовило їх швидкий національний розвиток і ту роль, що її відіграла Галичина в часи гніту царської Росії в Центральній та Східній Україні.
Особливе зацікавлення українською проблемою виявила Австрія під час першої світової війни, коли у 1914 р. за її сприяння було створено Союз визволення України. У 1918 р. Австро-Угорщина встановила зв'язки з молодою Українською Державою, підписавши з нею Берестейський мир. Австрія й Україна обмінялися послами.
Після виникнення ЗУНР в Австрійській Республіці була акредитована українська місія, визнана австрійською владою як представництво Української Держави. Від кінця 1919 р. до березня 1923 р. в Австрії перебував екзильний уряд ЗУНР.
Українці в Австрії почали поселятися в значних кількостях особливо після 1772 року. Це були здебільшого призвані до військової служби, студенти теології у Барбареумі у Відні, згодом й інших вищих шкіл, згуртовані з часом (1868 р.) у студентському товаристві «Січ», посли до парламенту, політики, службовці, робітники.
Чисельність українців Австрії значно зросла з початком Першої світової війни. Сюди прибували біженці з Галичини й Буковини, включно з багатьма військовими та представниками української інтелігенції, іммігранти зі східноукраїнських земель, українці-військовополонені, які служили в російській армії.
Другим етапом формування української громади в Австрії став період розпаду Австро-Угорської імперії — українська колонія у Відні зменшилась, але невдовзі знову різко зросла після приїзду сюди уряду Західно-Української Народної Республіки (ЗУНР). Після Першої світової війни в Австрії нараховувалося приблизно 50 тисяч українців.
Наприкінці Другої світової війни — третя хвилею української еміграції — кількість українців в Австрії склала понад 100 тисяч. Під час перебування радянських військ в Австрії, значну частину українців було депортовано до Радянського Союзу, а все громадсько-політичне, культурне й релігійне життя української громади зосереджувалось у Західній Австрії.
Точну чисельність українців в Австрії встановити важко, оскільки офіційна статистика не розглядає їх як окрему етнічну групу. За окремими даними, кількість громадян українського походження складає близько 12 тис., більшість з яких поселилася у країні після 1989 р. — четверта хвиля міграції. Чисельність автохтонної української громади становить близько 3 тис. осіб. Українці представлені практично у всіх соціальних прошарках суспільства, найбільш активними у громадському житті є традиційно люди з вищою освітою. Абсолютна більшість із них проживає в містах, зокрема у Відні та його околицях. а також містах Зальцбурзі, Граці, Інсбруку, Лінці, Брегенці.
Державним органом Австрії, відповідальним за питання реєстрації та нагляду за діяльністю організацій національних меншин, є федеральне міністерство внутрішніх справ.
Законодавчим актом, що регулює відносини держави з національними меншинами, є федеральний закон про національні меншини в Австрії 1976 року, Рамкова конвенція про захист національних меншин (набула чинності для Австрії 1 липня 1998 року), Європейська хартія регіональних мов та мов меншин (набула чинності для Австрії 1 жовтня 2001 року). Окремі права національних меншин знайшли закріплення у Конституції країни.
Українська громада не підпадає під визначені законодавством критерії для національних меншин, зокрема щодо необхідної мінімальної кількості представників певної національності (на державному рівні у Австрії визнано наступні національні меншини: хорватська, словенська, угорська, чеська, словацька і рома).

## Культурне життя українців в Австрії
В 1921 р. у Відні було відкрито Український вільний університет.
З 2010 року діє Українська суботня Школа.
При церкві ім. св. Варвари діє українська бібліотека та Open Space Barbareum, де переводяться різноманітні культурні акції.

## Релігія
Більшість українців Австрії — це віряни УГКЦ.
У місті Зальцбурґ діє Церква Святого Марка. У Відні є Церква Свято́ї Великомучениці Варвари.

## Сьогодення
За оцінками фахівців, сьогодні в Австрії нараховується близько 5—6 тисяч осіб українського походження. Абсолютна більшість із них проживає в містах, зокрема у Відні та його околицях — 2 тисячі осіб, у Зальцбурзі — 460, у Клагенфурт-ам-Вертерзе та Філласі — 434, Граці — 340, Інсбруку — 330. Кюстіні — 270, Лінці — 210, Брегенці — 160. Невелике число українців та їхніх нащадків є сільськими жителями.

## Українські громадські організації Австрії
1. Австрійсько-українське товариство (АУТ);
2. Українське греко-католицьке братство ім. Св. Варвари;
3. Спілка українських філателістів Австрії (СУФА);
4. Товариство української молоді в Австрії (ТУМА);
5. Пласт в Австрії (ukrainischer Pfadfinderbund in Österreich);
6. Unlimited Democracy.